# Cadillac STS
Cadillac STS (Seville Touring Sedan) — среднеразмерный седан, производившийся компанией Cadillac с 2004 по 2011 год в США и с 2006 по 2013 год в Китае (SLS). Пришёл на смену Cadillac Seville. Вытеснен с конвейера моделью Cadillac XTS. 

## 2005—2007
В 2004 году автомобиль Cadillac Seville с передним приводом был снят с производства. На смену пришёл автомобиль Cadillac STS на платформе Sigma с задним приводом. Первый полноприводный седан сохранил подвеску MagneRide от модели Seville. Cadillac STS выпускался в Лансинге параллельно с CTS.

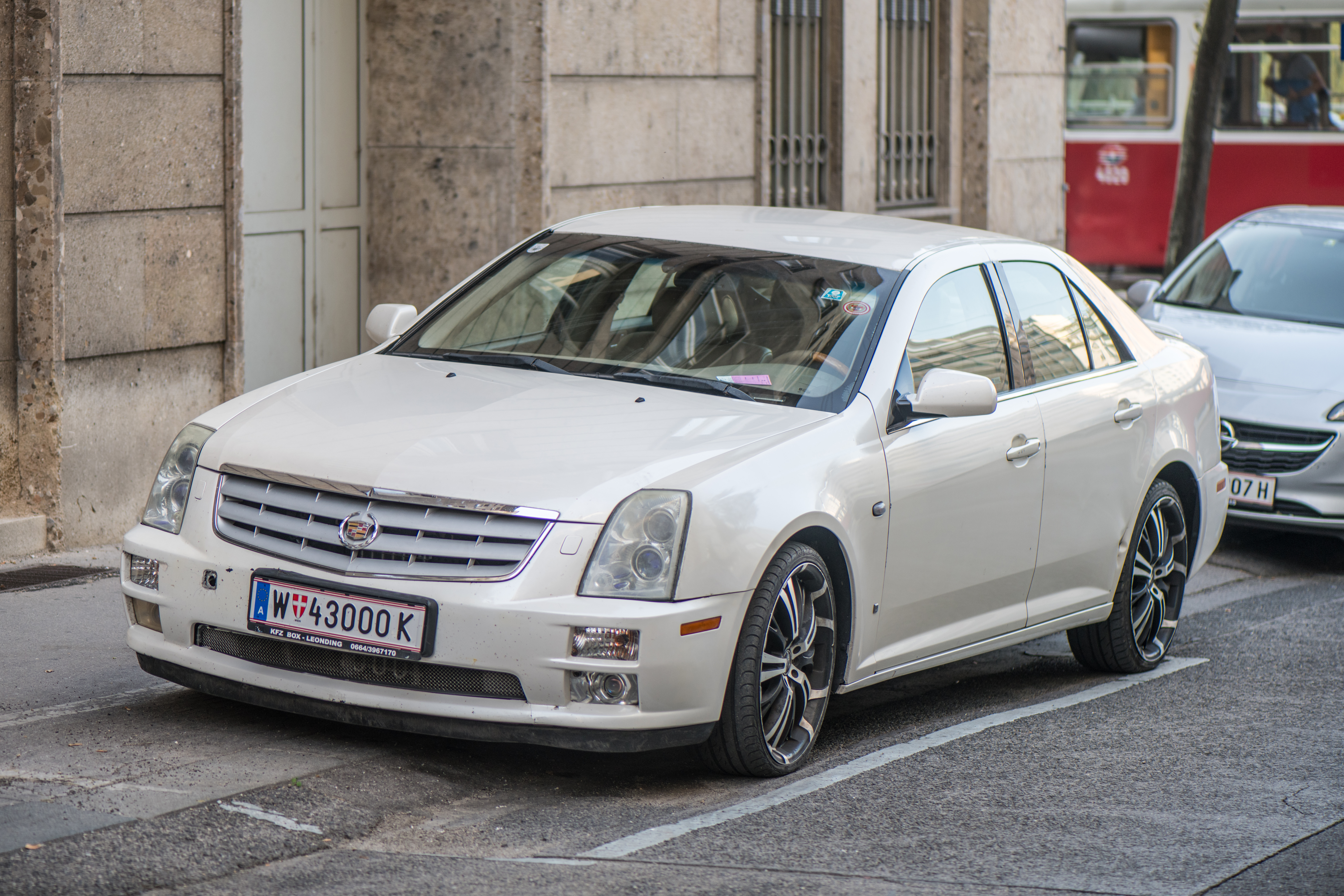
Вид спереди
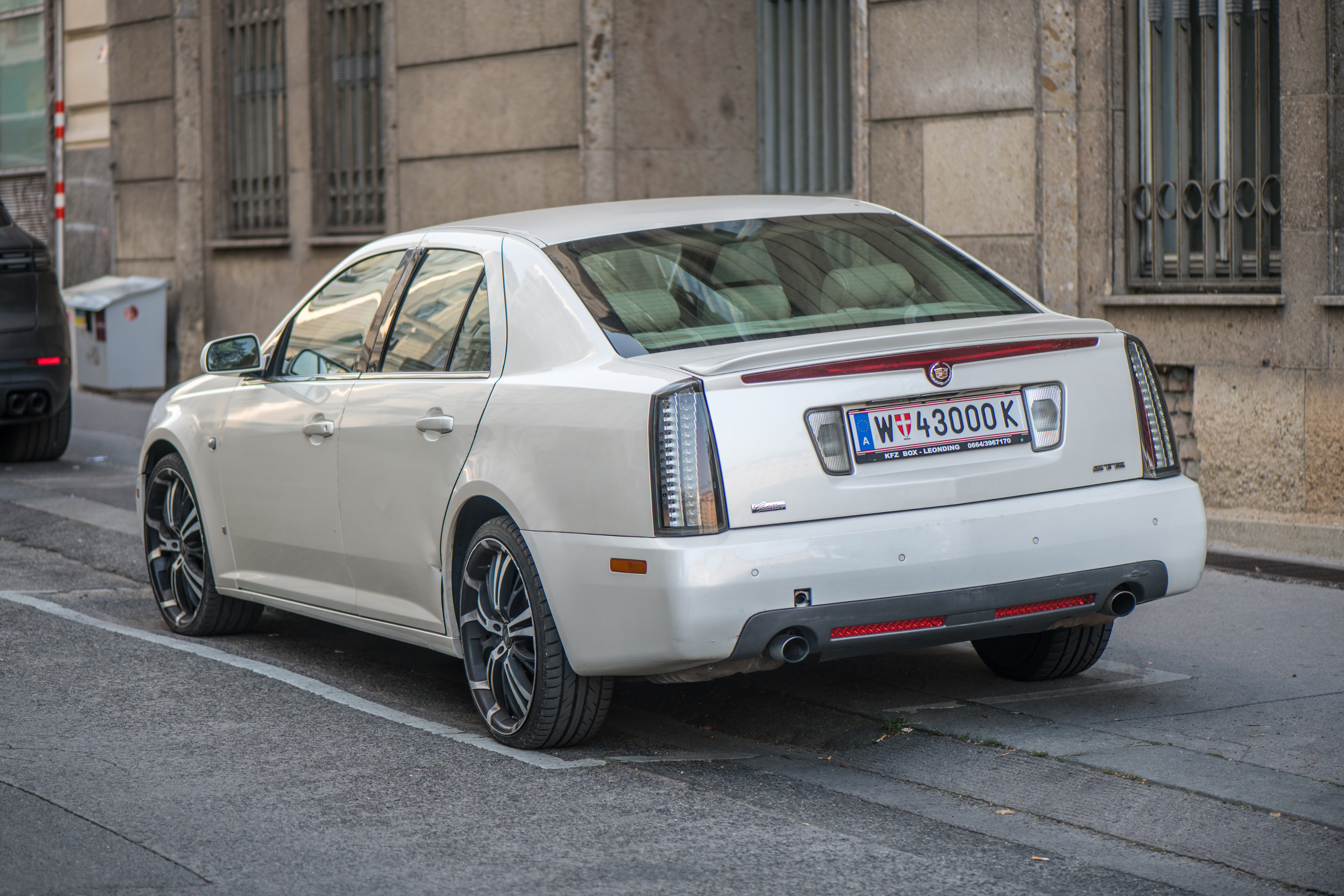
Вид сзади

## 2008—2011
В 2008 году автомобиль Cadillac STS прошёл рестайлинг. Был внесён ряд существенных изменений, наиболее заметными из которых стали решётка радиатора из 18 квадратов в общей хромированной оправе и хромированные вентиляционные отверстия на крыльях. Элементы экстерьера аналогичны CTS. Дебют состоялся на Нью-Йоркском международном автосалоне.

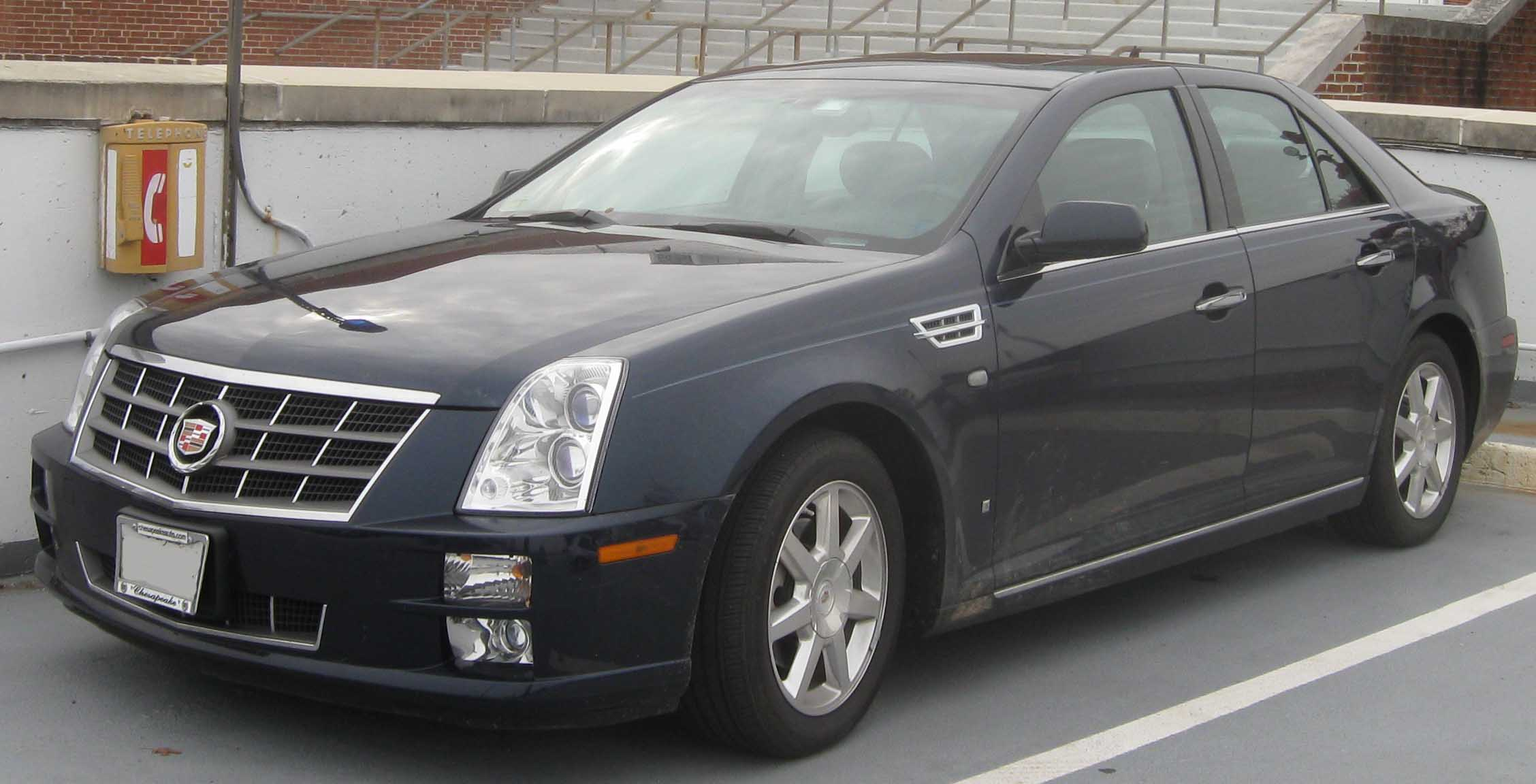
Вид спереди
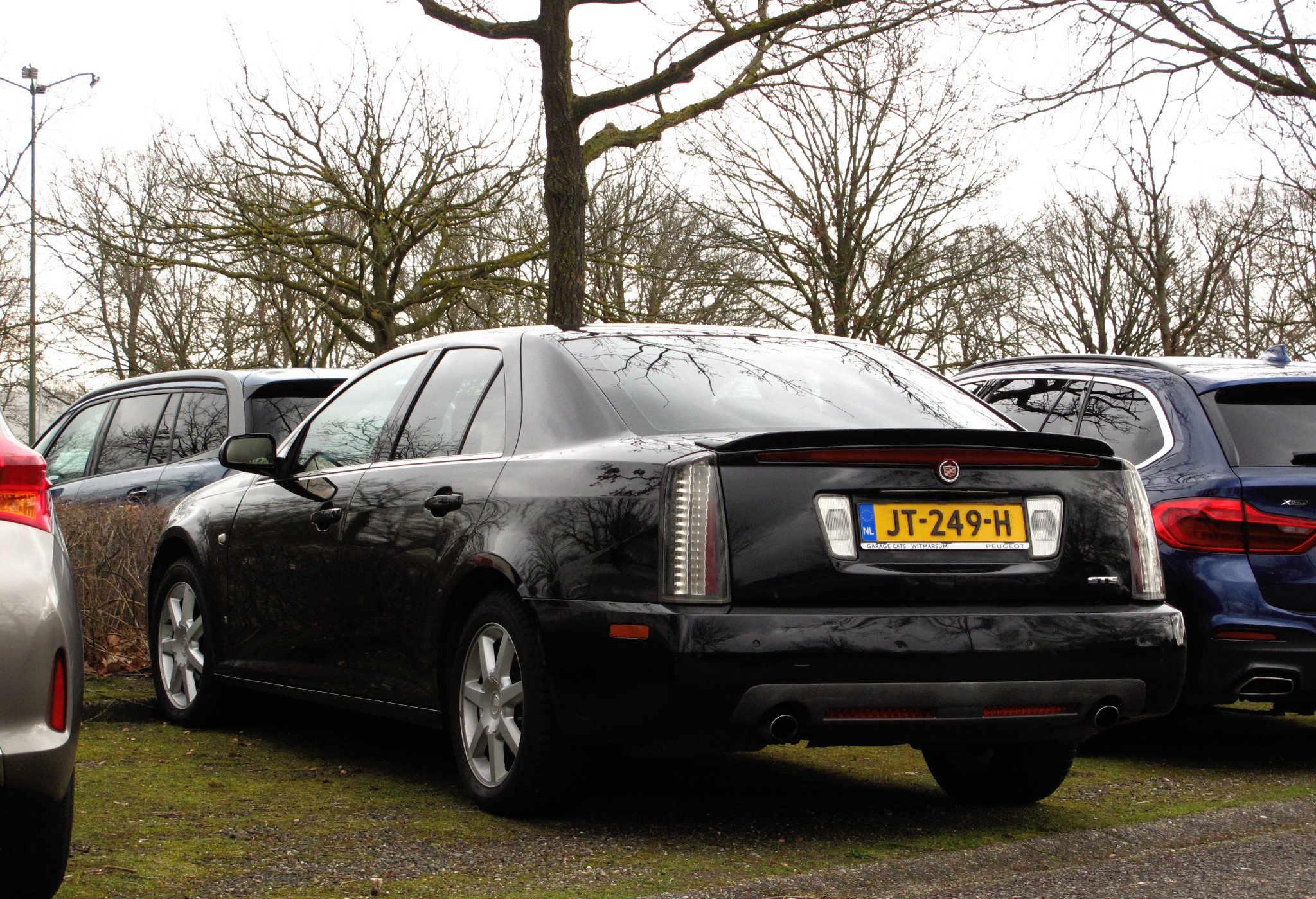
Вид сзади

## STS-V
Cadillac STS-V дебютировал на Североамериканском международном автосалоне в 2005 году. Продажи начались в конце 2005 года. До 97 км/ч автомобиль разгонялся за 4.8 секунды. При разработке дизайна этой модели компания опиралась на Maybach 57 и 62. Производство модели завершилось в 2009 году.

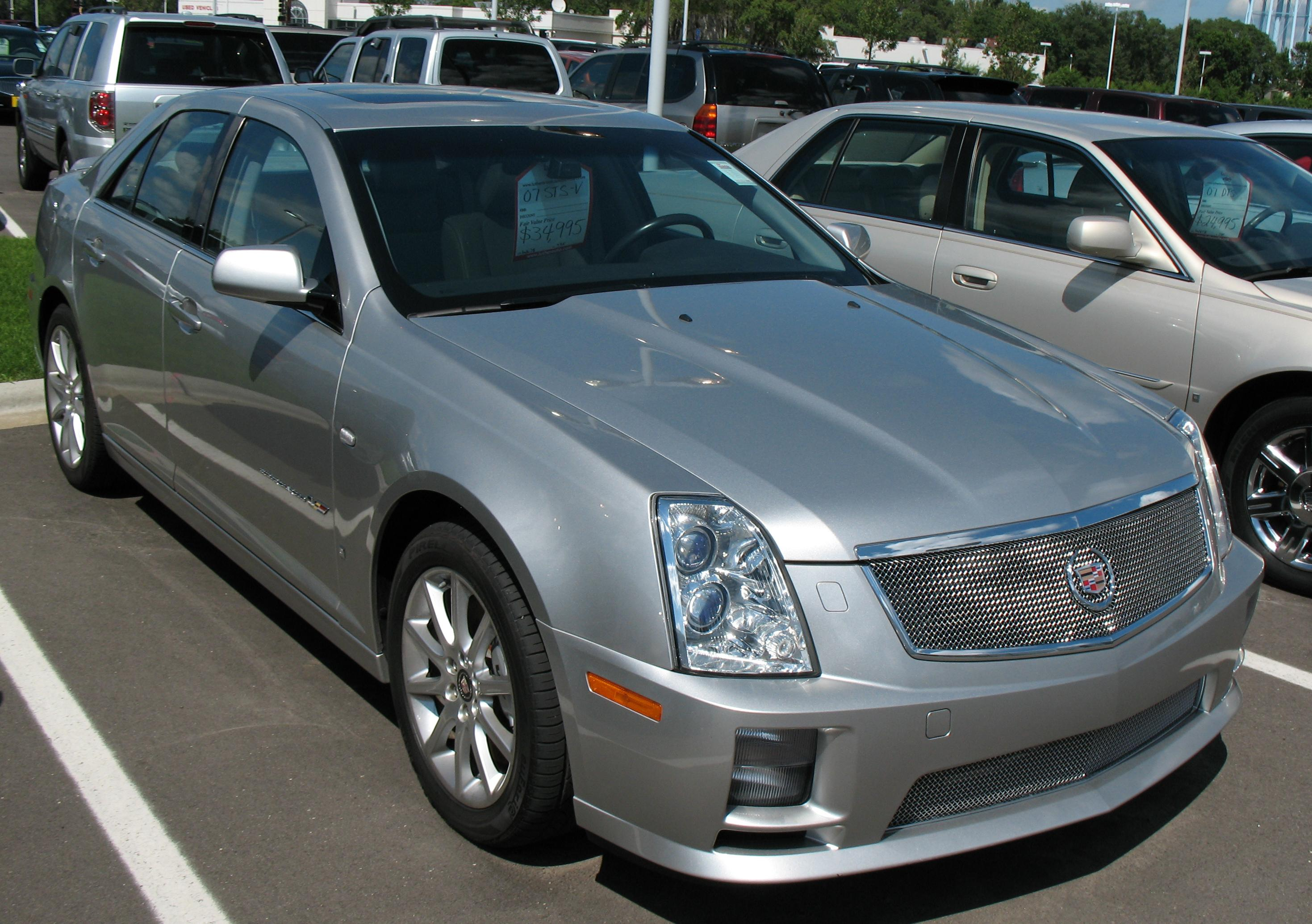
Cadillac STS-V
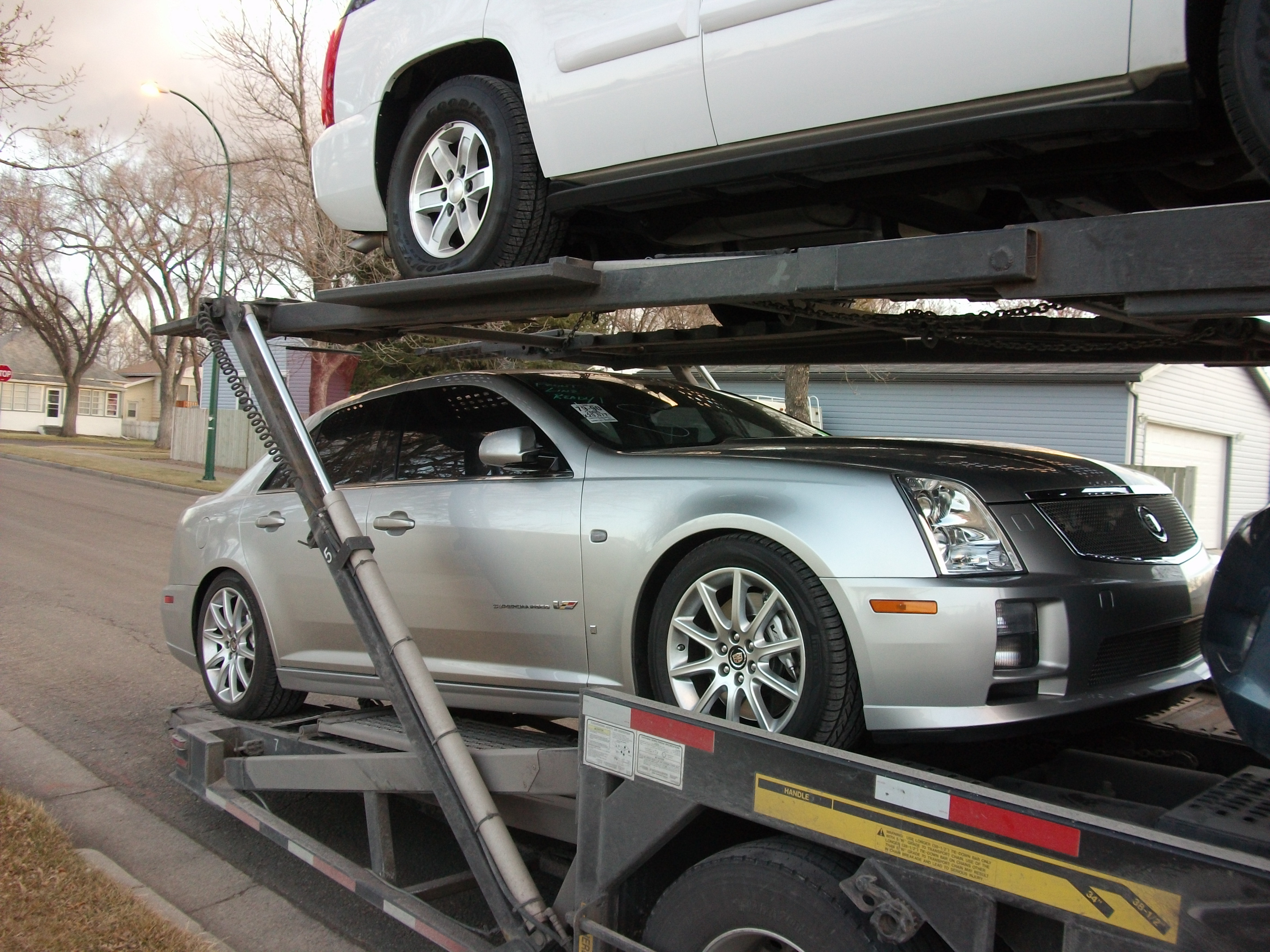
Доставка автомобилей

### Продажи
| Год   | Всего |
| ----- | ----- |
| 2006  | 1306  |
| 2007  | 642   |
| 2008  | 459   |
| 2009  | 96    |
| Всего | 2503  |

## Cadillac SLS
Cadillac SLS (Seville Luxury Sedan) продавался в Китае с ноября 2006 года с рестайлингом. В отличие от STS, SLS имеет удлинённую колёсную базу и уникальный интерьер.
Cadillac SLS выпускался в пяти комплектациях: 2.8 Elite, 2.8 Luxury, 3.6 Elite, 3.6 Luxury и 4.6 Flagship. Цена варьировалась от 448000 до 828000 юаней.

В феврале 2013 года производство Cadillac SLS было остановлено.

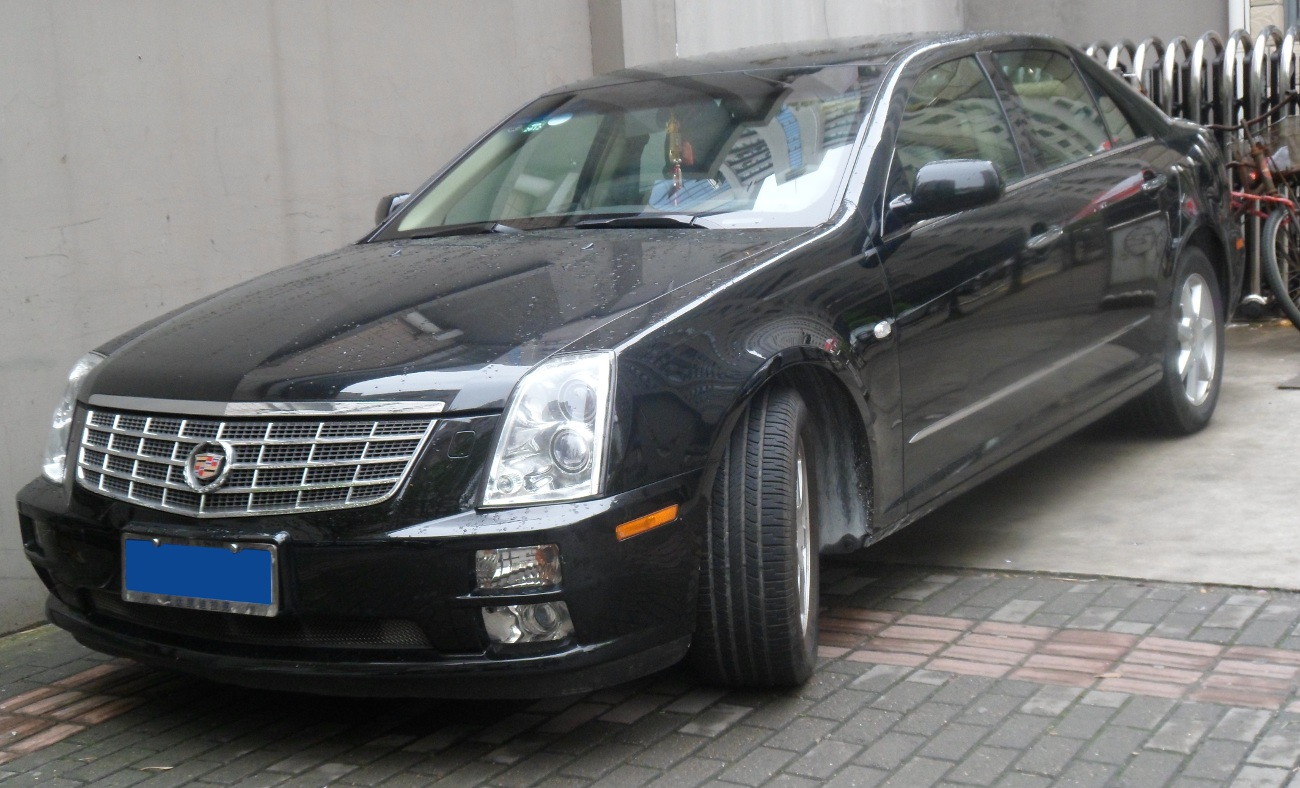
Cadillac SLS
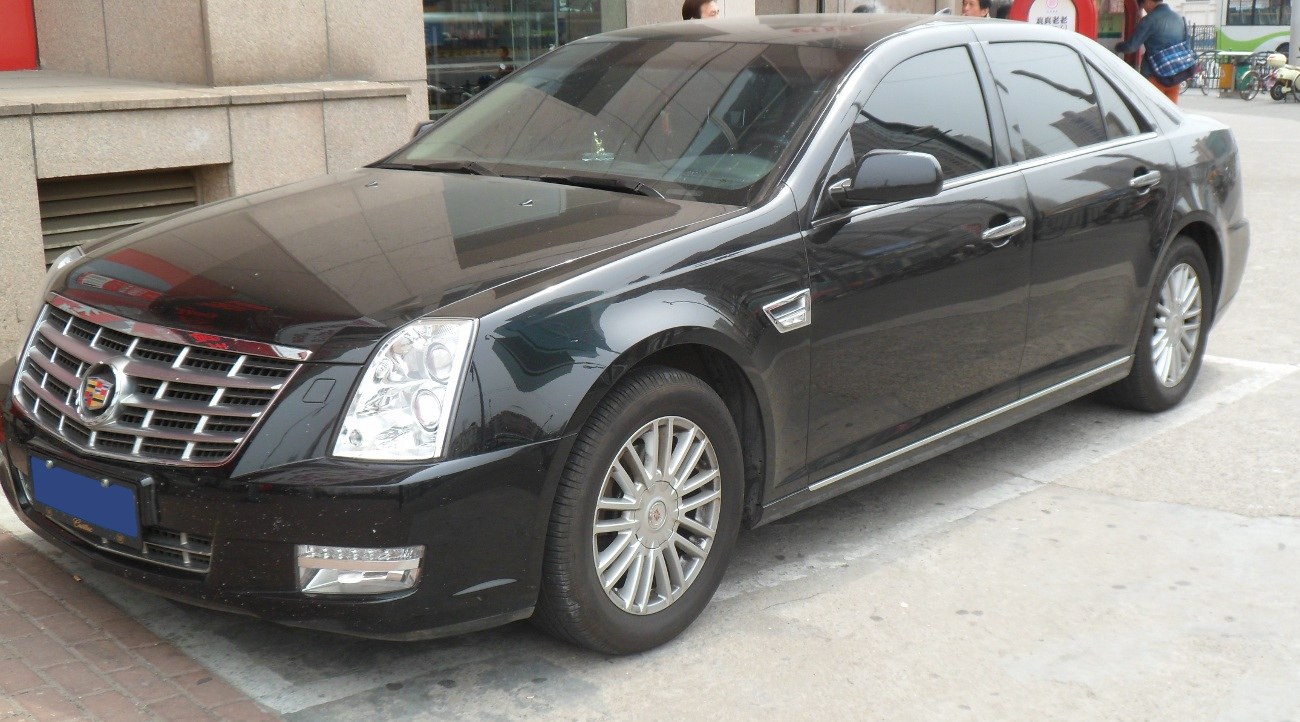
Рестайлинг